# Lâchez les bolides
Pour les articles homonymes, voir Grand Theft Auto et GTA.
Pour plus de détails, voir Fiche technique et Distribution.
Lâchez les bolides (Grand Theft Auto) est un film américain réalisé par Ron Howard, sorti en 1977. Il s'agit du tout premier long métrage de Ron Howard, qui n'avait jusque-là tourné que trois courts métrages en 1969. Il a coécrit le scénario avec son père, Rance Howard. Le jeune cinéaste tient également le rôle principal.

## Synopsis
Deux jeunes amoureux Sam Freeman et Paula Powers veulent aller se marier à Las Vegas. Mais lorsque Paula présente Sam à ses parents, ils n'acceptent pas sa décision : ils veulent à tout prix la marier à Collins Hedgeworth, fils d'une famille riche. Sam et Paula décident donc de s'enfuir au volant d'une Rolls-Royce des parents de Paula.

## Fiche technique
- Titre francophone : Lâchez les bolides
- Titre original : Grand Theft Auto
- Réalisation : Ron Howard
- Scénario : Rance Howard et Ron Howard
- Musique : Peter Ivers
- Photographie : Gary Graver
- Montage : Joe Dante, avec la participation non créditée d'Allan Arkush
- Production : Roger Corman, Jon Davison et Rance Howard
- Société de production : New World Pictures
- Distribution : New World Pictures (États-Unis), International Film Distributors (Canada)
- Budget : 602 000 dollars
- Pays de production :  États-Unis
- Format : couleurs - 1,85:1 - Mono - 35 mm
- Genre : action, comédie romantique et road movie
- Durée : 84 minutes
- Dates de sortie[1] :
  - États-Unis : 16 juin 1977
  - France : 29 mars 1978

## Distribution
- Ron Howard : Sam Freeman
- Nancy Morgan : Paula Powers
- Elizabeth Rogers : Priscilla Powers
- Barry Cahill : Bigby Powers
- Rance Howard : Ned Slinker, le détective privé
- Paul Linke : Collins Hedgeworth
- Marion Ross : Vivian Hedgeworth
- Don Steele : Curly Q. Brown, le DJ de la radio
- Peter Isacksen : Sparky
- Clint Howard : Ace
- James Ritz : l'officier Tad
- Hoke Howell : le pasteur
- Lew Brown : Jack Klapper
- Ken Lerner : Eagle I
- Jack Perkins : Shadley

## Production
Lorsque le producteur exécutif Roger Corman testait des titres pour Eat My Dust! de Charles B. Griffith, le titre Grand Theft Auto arrivait en deuxième position. Alors, pour créer une sorte de suite, il décidé de l'appeler Grand Theft Auto.
Le film est tourné avec un budget de 602 000 $. Le tournage a eu lieu en Californie, notamment à Victorville, ainsi qu'à Los Angeles, Reseda, Beverly Hills et Glendale, ainsi qu'à Las Vegas pour la fin. Roger Corman officie comme producteur exécutif, aux côtés de Rance Howard, qui a également coécrit le scénario avec son fils Ron Howard. Lorsque le jeune réalisateur — qui tourne alors son premier long métrage — a demandé à son producteur une demi-journée supplémentaire pour refaire une scène, ce dernier lui a répondu : « Ron, tu peux revenir si tu veux, mais personne d'autre ne sera là ».